# Edward S. Corwin

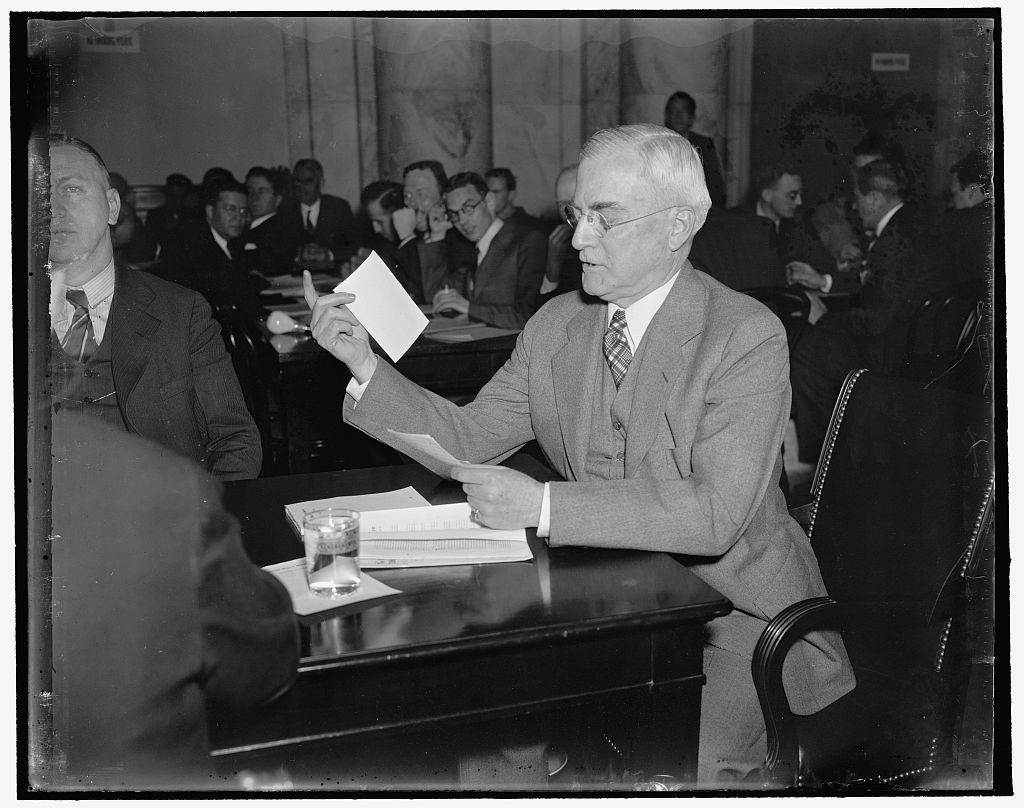
Edward S. Corwin (1937)

Edward Samuel Corwin (* 19. Januar 1878 nahe Plymouth; † 29. April 1963 in Princeton, New Jersey) war ein US-amerikanischer Rechts- und Politikwissenschaftler, der als Professor an der Princeton University lehrte. Er amtierte 1930/31 als Präsident der American Political Science Association (APSA). Er galt als Autorität auf dem Gebiet des US-amerikanischen Verfassungsrechts.
Corwin machte 1900 sein Bachelor-Examen an der University of Michigan und wurde 1905 an der University of Pennsylvania zum Ph.D. promoviert. Danach wurde er Professor an der Princeton University, wo er bis 1946 Rechtswissenschaften lehrte. Als einer der ersten, die den historischen Kontext der Verfassungsentwicklung betonten, war er auch als einflussreicher Kritiker des U.S. Supreme Court bekannt.
1940 wurde Corwin mit der Benjamin Franklin Medal der American Philosophical Society ausgezeichnet.

## Schriften (Auswahl)
- Mit Louis W. Koenig: The Presidency today. New York University Press, New York 1956.
- Mit Jack W. Peltason: Understanding the Constitution. W. Sloane Associates, New York 1949.
- The twilight of the Supreme Court. A history of our constitutional theory. Archon Books, Hamden 1934.
- The Constitution and what it means to-day. Princeton University Press, Princeton 1920.
- The doctrine of judicial review. Princeton University Press, Princeton 1914.